# Lou Scholer
Lou Scholer – australijski judoka.
Zdobył cztery medale mistrzostw Oceanii w latach 1970 - 1975. Mistrz Australii w 1969 i 1975 roku.